# Lupinus tarmaensis
Lupinus tarmaensis är en ärtväxtart som beskrevs av Charles Piper Smith. Lupinus tarmaensis ingår i släktet lupiner, och familjen ärtväxter. Inga underarter finns listade i Catalogue of Life.